# Luigi Giacomelli
Luigi Giacomelli (Sommacampagna, 30 marzo 1839 – Verona, 24 maggio 1926) è stato un religioso italiano.

## Biografia
Luigi Giacomelli nacque il 30 marzo 1839 a Sommacampagna, da Felice e da Marianna Zenati, una modesta famiglia di contadini. 
La loro abitazione si trovava nei pressi della piccola Chiesa di San Michele (detta di S. Michelin in dialetto locale), costruita nel XVI secolo dalla nobile famiglia dei Fiocco unitamente alla Villa omonima. 
Avviato dalla famiglia alla stesso tipo di attività e di vita agreste, tuttavia non sfuggì all'allora prelato di Sommacampagna Don Egidio Zanoni che notò l'ingegno di Luigi, avviandolo agli studi nel 1852 come convittore nell'Istituto di Don Nicola Mazza.

Molto legato alla famiglia e al paese nativo, vide nell'istitutore una figura paterna, e presto si distinse per l'impegno profuso nello studio e per i risultati conseguiti nelle materie classiche, così come nelle discipline teologiche. Fu ordinato sacerdote il 14 agosto 1864.
Nel novembre del 1866 divenne professore di Lettere nel Seminario Vescovile.  La sua frase: "Sconfinata è la stima che io ho del genio; ma schiettamente vi confesso che, se a qualcosa di umano dovessi mai piegar le ginocchia, non al genio le piegherei, ma al cuore", evidenzia nelle sue convinzioni etiche la priorità della onestà intellettuale rispetto alle capacità oggettive. Continuò l'insegnamento fino all'anno 1880.

Nel 1885, divenne canonico della Chiesa dei Santi Apostoli a Verona, sostituendo Don Gaetano Luigi Caprara. Il 3 marzo, in occasione della prima Messa celebrata nella nuova parrocchia, pronunciò un'omelia centrata sui valori della carità e della misericordia, quasi una promessa ai suoi fedeli ed un "programma" di vita che poi mantenne nelle parole ed opere del suo ministero, in questo imitando l'esempio di don Mazza durante gli anni giovanili.
La sua opera assistenziale prese avvio dopo il ritrovamento di due giovani orfane, quando apprese da don Mazza che egli non aveva spazio per ospitarle nel suo istituto. Seguendo la raccomandazione evangelica per la carità con speciale attenzione rivolta agli indifesi come gli infanti, decise di sistemare le due orfane in una stanza della canonica annessa alla Chiesa dei Santi Apostoli di Verona, dove le crebbe come se fossero a tutti gli effetti parte di una famiglia propria.
 
Proseguì con la costruzione di una struttura di accoglienza nella provvidenza che fu infine riconosciuta nel 1893 con atto "Costituzioni 1893 N. 1) «Auspice sua Eminenza Illustrissima e Reverendissima il Signor Cardinale Luigi di Canossa si apre in SS. Apostoli una casa di misericordia dove sono ricettate come figlie non di schiava ma di libera le fanciulle orfane o abbandonate della Parrocchia».
Poiché lo spazio dei locali nella canonica era ormai divenuto insufficiente per ospitare tutti i nuovi ingressi, fu edificato l'Istituto "Le nostre bambine" nella ex casa Celago, adiacente alla Chiesa dei Santi Apostoli e sita in Via Fratta, donata dai defunti conti Bevilacqua.
Iniziata la Prima Guerra Mondiale nel 1915, Giacomelli si interessò delle vicende belliche e prese a raccontare alle "sue bambine" episodi e aneddoti dei precedenti conflitti: quando all'età di nove anni a Sommacampagna aveva servito la Messa alla presenza del re Carlo Alberto, ovvero quando suo padre Felice si rifiutò di uccidere un soldato austriaco morente nel campo di battaglia.